# Knara

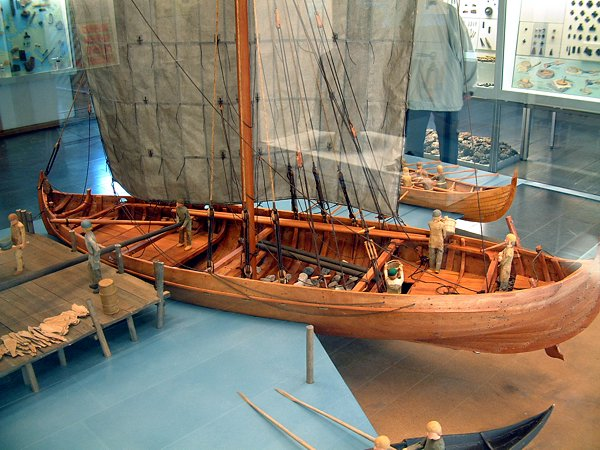
Model knary

Knara (knaar, knarr, knorr, l.mn. knörr) – statek wikingów, który umożliwiał im podejmowanie wypraw handlowych i kolonizacyjnych. Na knarach i byrdingach wiosła używane były głównie w porcie, więc liczba wioślarzy była dość mała i nie przekraczała 8 osób. Warto tu dodać, że na langskipach znajdowało się od 40–80 wioślarzy.
Knary miały stosunkowo wysokie burty i tak jak inne łodzie wikingów były to konstrukcje otwarte. Posiadały poszycie klinkierowe, ale zbudowane były z drewna sosnowego, a nie dębowego jak okręty wojenne. Miały natomiast ten sam kształt dziobu i rufy; wiosło sterowe znajdowało się na prawej burcie, a maszt z żaglem rejowym na śródokręciu.

## Budowa
Zakrzywioną dziobnicę i stewę rufową uzyskiwano z pojedynczych kawałków drewna i przymocowywano do obu końców kila. Następnie kadłub budowano z nachodzących na siebie pasków poszycia, które mocowano gwoździami do kilu, dziobnicy i stewy rufowej. Deski podkładu mocowano do poprzecznych rozpór, aby nadać konstrukcji elastyczność, a zamocowane poprzecznie listwy stanowiły wzmocnienie dla ławek. Dolny koniec masztu tkwił w obudowie i na poziomie pokładu przechodził przez kloc jarzmowy lub, na okrętach wytwarzanych później, przez specjalny krzyżak.
Właśnie tak powstawał wikiński okręt z symetrycznie ukształtowanym kadłubem z zakrzywionymi końcami równej wysokości. Niewielkie zanurzenie, nawet przy dość dużym obciążeniu, pozwalało owym okrętom pływać blisko brzegu, a także po wodach śródlądowych, natomiast wysoki kil i stromo opadające dno redukowały dryf boczny, kiedy okręt szedł pod wiatr. Wiosła w knarach znajdowały się na końcach, a nie – jak to miało miejsce w okrętach wojennych – na całej długości.

## Zastosowanie w praktyce
Knary, jako jednostki o długości około 16 m, szerokości 4,5–5 m, z kadłubem mogącym pomieścić do 24 t ładunku, były używane głównie jako statki transportowe do przewozu takich towarów jak kły morsów (uznawanych w Skandynawii za ekwiwalent kości słoniowej), wełna, drewno, mąka, miód, futra i skóry, broń, a także niewolników bądź zwierząt (do dziesięciu krów czy koni). Były również jednostkami zaopatrzeniowymi, dostarczającymi żywność, napoje oraz uzbrojenie wojownikom i kupcom działającym na wodach europejskich od Bałtyku po Morze Śródziemne. Knary bez trudu pokonywały też północny Atlantyk, dostarczając do osad normandzkich na Islandii i Grenlandii inwentarz żywy i inne zaopatrzenie; dowoziły również towary do faktorii handlowych na Wyspach Brytyjskich, kontynencie europejskim i przypuszczalnie na Bliskim Wschodzie.
Jedyną względnie dobrze zachowaną knarę znaleziono w roku 1962 – wraz z dwoma okrętami wojennymi, statkiem handlowym i promem – w płytkich wodach Roskildefjordu w Danii. Archeolodzy przypuszczają, że jednostki te zostały tam celowo zatopione, by powstrzymać nieprzyjaciół. Obecnie wszystkie znajdują się w Muzeum Łodzi Wikingów w Roskilde.